# Deštnice

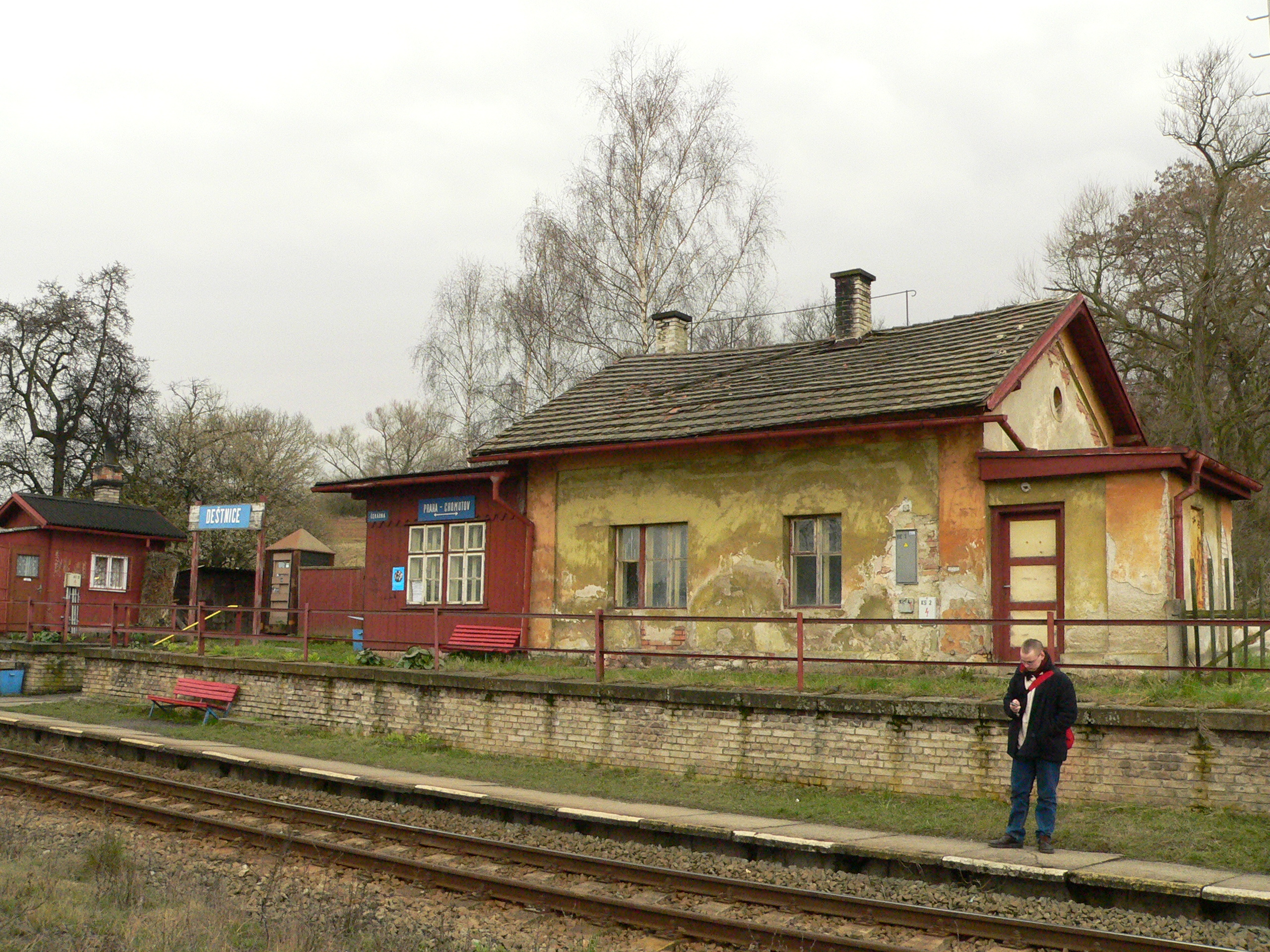
Bahnwärterhaus an der Bahnstation

Deštnice (deutsch Teschnitz) ist eine Gemeinde in Tschechien. Sie liegt zwölf Kilometer südöstlich von Žatec und gehört zum Okres Louny.

## Geographie
Deštnice befindet sich im Nordwesten des Džbán-Berglandes am Bach Sádecký potok. Nördlich erhebt sich der Sádecký vrch (422 m), im Nordosten der Výrov (Hohe Guck, 509 m), im Osten der Špičák (Spitzberg, 488 m) und Pískový vrch (Sandberg, 526 m), im Südosten der Lišák (462 m), westlich der Černocký vrch (419 m) und die Želečský výšina (428 m) sowie im Nordwesten der Holý vrch (382 m). Westlich des Dorfes führt die Bahnstrecke Praha–Chomutov vorbei, die Bahnstation liegt einem halben Kilometer südlich des Dorfes.
Nachbarorte sind Sádek, Nový Dvůr und Lhota im Norden, Nečemice im Nordosten, Domoušice und Filipov im Osten, Kounov und Janov im Südosten, Svojetín, Nová Hospoda und Velká Černoc im Süden, Malá Černoc im Südwesten, Soběchleby im Westen sowie Želeč im Nordwesten.

## Geschichte
Die erste schriftliche Erwähnung des Dorfes erfolgte 1368 im Zuge des Kaufes durch Jindřich von Bezděkov. Nachfolgender Besitzer war zu Beginn des 15. Jahrhunderts Mikuláš Hrzek. Danach gehörten das Dorf und die Feste Hlaváč von Deštnice. Ihm folgte Tvoch von Nedvídkov. Anschließend wechselten über hundert Jahre die Besitzer in rascher Folge bis Bohuslav Felix von Lobkowitz und Hassenstein 1552 die Güter aufkaufte und seiner Herrschaft Líčkov zuschlug, bei der es dann 300 Jahre verblieb. In der berní rula von 1654 sind für Teschnitz 14 Anwesen verzeichnet. Sämtliche Bewohner waren Hopfenbauern und trugen deutsche Namen. 1787 bestand Teschnitz aus 52 Häusern.
Nach der Aufhebung der Patrimonialherrschaften bildete Teschnitz/Dešnice ab 1850 eine Gemeinde im Bezirk Saaz. Zu dieser Zeit hatte das Dorf 364 Einwohner. Am 4. Februar 1871 wurde durch die Buschtěhrader Eisenbahn die Strecke Prag-Komotau eingeweiht. An Teschnitz fuhr die Bahn vorbei. Die Station Satkau-Teschnitz lag vier Kilometer von Teschnitz entfernt im Wald. Die Freiwillige Feuerwehr wurde 1872 gegründet. 1880 war die Einwohnerschaft auf 591 angewachsen. Am 1. Mai 1903 wurde die neue Bahnstation bei Teschnitz eingeweiht und 1905 begann der zweigleisige Betrieb zwischen Satkau und Gnadendorf, und zugleich auch zwischen Michelob und Trnowan.
1925 erwarb das Landwirtschaftsministerium der Tschechoslowakei das Drehersche Meiergut und errichtete eine Versuchsstation für Hopfen (Výzkumná stanice chmelařská). Dies führte zum Protest der deutschnationalen Bauernschaft im Parlament, die eine deutsche Hopfenversuchsanstalt und die Veröffentlichung der amtlichen Berichte auch in deutscher Sprache forderten. 1930 hatte die Gemeinde Teschnitz 620 Einwohner, davon waren 471 Deutsche und 149 Tschechen. Zu dieser Zeit bestanden in Teschnitz zwei deutsche und eine tschechische Schule. Ab 1931 leitete Karel Osvald die Versuchsstation. Nach dem Münchner Abkommen wurde der Ort 1938 dem Deutschen Reich zugeschlagen und gehörte bis 1945 zum Landkreis Saaz. Die daraufhin vom Landwirtschaftsministerium in Prag angeordnete Verlegung der Versuchsstation nach Rakovník konnte erst im Oktober 1939 realisiert werden. Die tschechische Bevölkerung verließ wegen der einsetzenden Benachteiligungen das Dorf und zog über die nahe Reichsgrenze in die Tschechoslowakei. 1939 lebten in der Gemeinde nur noch 540 Menschen. Nach dem Ende des Zweiten Weltkrieges kam Deštnice zur Tschechoslowakei zurück und die deutsche Bevölkerung wurde vertrieben. Danach wurde das verlassene Dorf ausgeplündert. Osvald war nach Kriegsende wieder auf das Gut zurückgekehrt und führte zähe Verhandlungen wegen der Rückkehr der Versuchsstation für Hopfen nach Deštnice, die 1947 erfolgte. 1946/47 wurden Reemigranten aus Wolhynien angesiedelt und einige Zuwanderer aus dem Binnenland und der Slowakei. 1950 hatte Deštnice 337 Einwohner.
Mit Beginn des Jahres 1961 erfolgte die Eingemeindung von Sádek, zugleich wurde der Ort dem Okres Louny zugeordnet. 1980 hatte Deštnice 216 Einwohner. Zwischen 1981 und 1990 waren Deštnice und Sádek nach Měcholupy eingemeindet. Nach der Auflösung des Staatsgutes endete am 10. Juni 1992 auch die Tätigkeit der Versuchsstation für Hopfen. Das Gut wurde privatisiert und die CHMELAŘ s.r.o. gegründet, die 1994 als joint venture mit der Brauerei Sapporo, Nichietsu Corporation und TOP HOP Ltd die V.F. HUMULUS s.r.o. gründete und zwei Versuchsfelder betreibt. 1997 errichtete sich V.F. HUMULUS ein neues Forschungslabor.

## Gemeindegliederung
Die Gemeinde Deštnice besteht aus den Ortsteilen Deštnice (Teschnitz) und Sádek (Satkau), die zugleich auch Katastralbezirke bilden. Zu Deštnice gehören außerdem die Ansiedlungen Evik und Nová Hospoda (Neuwirtshaus).

## Sehenswürdigkeiten
- barocke Kirche Mariä Heimsuchung aus dem Jahre 1783, am Dorfplatz
- klassizistische Kapelle aus dem 19. Jahrhundert, am Dorfplatz von Sádek
- Statuen des hl. Georg und Florian, in Sádek
- Doppeltunnelkonstruktion hinter dem Friedhof, der über den Dorfbach führende Fahrweg nach Nová Hospoda wird darüber von der Eisenbahn überbrückt, das technische Denkmal wurde 2008 saniert
- Hopfenbaumuseum, in der ehemaligen Versuchsstation

## Persönlichkeiten
- Karel Osvald (1899–1948), der tschechische Hopfenzüchter arbeitete von 1931 bis 1939 an der Spezialversuchsstation für Hopfen in Teschnitz